# Renault Kangoo
O Kangoo é um automóvel multiuso da Renault, comercializado no Brasil e na Europa. Foi lançado em 1997, com motor diesel 1.9 de 55 cv e 65 cv e ainda a versão turbo diesel 1.9 de 80 cv, que foi utilizada na versão 4x4. Foi introduzida mais tarde a versão Pampa, que é aproximadamente 100 mm mais alta.
O Kangoo é fabricado na fábrica da MCA em Maubeuge, França, em Santa Isabel, Argentina e em Casablanca, Marrocos. A versão para os mercados ASEAN foi montada pela empresa malaia Tan Chong Euro Cars em sua fábrica em Segambut.
Em 2003, o modelo foi renovado, quer ao nível exterior e interior, recebendo a nova motorização DCI 1.5 turbo diesel com potências entre 65 cv e 80 cv e continuando o bloco 1.9 diesel de 65 cv. A variante 1.9 turbo foi introduzida na versão 4x4, com potência de 85 cv.
Em 2006, foi lançada a série especial Sportway para concorrer com o Fiat Doblò Adventure pois cabe 5 pessoas com bagagem de 7.2 litros e um bom carro para carga.

## Galeria
- Primeira geração (1997-2007).
- Segunda geração (2007-2021).
- Terceira geração (2021-presente).